# Isola di Hohenlohe
L'isola di Hohenlohe (in russo Остров Гогенлоэ ostrov Gogenloė, in inglese Gogenloe Island) è un'isola russa nell'Oceano Artico che fa parte dell'arcipelago della Terra di Francesco Giuseppe.
L'isola ha preso il nome dalla dinastia principesca tedesca degli Hohenlohe.

## Geografia
L'isola di Hohenlohe si trova nella parte nord della Terra di Francesco Giuseppe, a metà strada tra l'isola di Rudolf e l'isola di Karl-Alexander. A nord il canale di Neumayer, largo circa 8 km, la separa dall'isola di Rudolf. A sud nel canale di Triningen, largo 9 km, che la separa dall'isola di Karl-Alexander, si trovano le isole di Solovyov (la più vicina, a 3,8 km), Coburg, Torup e Howen.
L'isola ha una lunghezza di 6 km, una superficie di 38 km² e un'altezza di 137 m; è quasi interamente coperta da ghiaccio perenne, solo qualche promontorio ne è libero. la punta nord dell'isola di chiama capo Schrötter (мыс Шрёттера).

## Isole adiacenti
- Isole Oktjabrjata, 7 piccole isole a nord-est di capo Schrötter.